# Sabba di Alessandria
Papa Sabba o Saba (XI secolo – XII secolo), è stato papa e patriarca greco-ortodosso di Alessandria e di tutta l'Africa nel XII secolo.
Salito al trono patriarcale nel 1117, partecipò al sinodo di Costantinopoli che censurò le espressioni nestoriane usate dal metropolita di Nicea Efstratios nei suoi scritti contro le dottrine della Chiesa armena.